# Обернбрайт
Обернбрайт (нім. Obernbreit) — громада в Німеччині, розташована в землі Баварія. Підпорядковується адміністративному округу Нижня Франконія. Входить до складу району Кітцинген. Складова частина об'єднання громад Марктбрайт.
Площа — 9,82 км2. Населення становить 1726 ос. (станом на 31 грудня 2020).